# Карл Фріш
Карл фон Фріш (нім. Karl von Frisch, 20 листопада 1886, Відень, Австро-Угорщина — 12 червня 1982, Мюнхен, ФРН) — австро-німецький біолог та етолог, лауреат Нобелівської премії з фізіології і медицини за 1973 рік (спільно з Конрадом Лоренцом та Ніколасом Тінбергеном). 
Нобелівську премію отримав «за відкриття, пов'язані зі створенням і встановленням моделей індивідуальної і групової поведінки тварин». Відомий головним чином завдяки вивченню бджіл.

## Біографія
Народився в Відні в родині університетського професора Антона Ріттера фон Фріша і його дружини Марії, уродженої Екснер. Навчався в граматичній школі, потім вступив до Віденського університету на факультет медицини, але після першого семестру перейшов на філософський факультет і почав вивчати зоологію. У 1910 році Фріш одержав докторський ступінь і в тому ж році отримав місце асистента у Річарда Хертвіга в Інституті Зоології при Мюнхенському університеті. У 1921 році Фріш стає деканом факультету зоології Ростоцького університету. У 1923 році він переїжджає до Бреслау, а в 1925 повертається до Мюнхена. У 1946 році після зруйнування Зоологічного інституту Фріш переїжджає в Грац, але через чотири роки знову повертається до Мюнхена після відновлення роботи Інституту зоології. У 1958 році Фріш стає заслуженим професором та продовжує наукову діяльність.

## Вивчення бджіл
Займався вивченням механізмів комунікації у медоносних бджіл, відкрив їх чутливість до ультрафіолету та поляризованого світла. Відкрив так звану мову кругового танцю у бджіл. Вивчав хімічний рівень комунікації бджіл, зокрема, йому належить відкриття феромонів, що виробляються маткою і є регулятором ієрархічних відносин у бджолиному соціумі.
За цими науковими роботами вчений опублікував такі праці:
- «Почуття кольорів» (1913)
- «Почуття кольору та форми у бджіл» (1914)
- «Про місце органів нюху в комах» (1921)
- «Про мову бджіл» (1923)
- «Про сприйняття смаку бджолами» (1934)
- «Мова бджіл та її практичне використання в сільському господарстві» (1946)
- «Танці бджіл» (1946)
- «Поляризація розсіяного світла, як орієнтуючий фактор у танцях бджіл» (1949)
- «Сонце як компас у житті бджіл» (1950)
- «Мова та орієнтування медоносної бджоли» (1956)[6]

## Нагороди
Серед нагород Фріша — Магелланівська премія від Американського філософського товариства (1956), премія Калінги ЮНЕСКО (1959), премія Еудженіо Болзана в галузі біології, присуджувана Болзановським фондом (1963). Він був членом академій наук Мюнхена, Відня, Геттінгена, Уппсали, Стокгольма, Вашингтону (Федеральний округ Колумбія), а також іноземним членом Лондонського королівського товариства.